# Zalči
Zalči je naselje v Občini Ilirska Bistrica. Ustanovljeno je bilo leta 2006 iz dela ozemlja naselij Podbeže, Tominje, Harije in Sabonje.